# Kandydaci Partii Zielonych w wyborach prezydenckich w Stanach Zjednoczonych
To jest pełna lista kandydatów na urząd prezydenta Stanów Zjednoczonych i wiceprezydenta Stanów Zjednoczonych, którzy startowali z ramienia Partii Zielonych.
W kolumnie Zwycięstwo zostali wymienieni kandydaci kolejno na prezydenta i wiceprezydenta, którzy wygrali wybory.
| Rok  | Kandydat na prezydenta                    | Kandydat na prezydenta | Kandydat na prezydenta                                                                                           | Kandydat na wiceprezydenta                | Kandydat na wiceprezydenta | Kandydat na wiceprezydenta | Wynik              | Wynik              | Wynik             | Wynik             | Wynik                              |
| Rok  | Kandydat                                  | Stan                   | Doświadczenie | Kandydat                                  | Stan                       | Doświadczenie              | Głosy bezpośrednie | Głosy bezpośrednie | Głosy elektorskie | Głosy elektorskie | Zwycięstwo                         |
| Rok  | Kandydat                                  | Stan                   | Doświadczenie | Kandydat                                  | Stan                       | Doświadczenie              | Głosy              | %                  | Głosy             | %                 | Zwycięstwo                         |
| ---- | ----------------------------------------- | ---------------------- | --- | ----------------------------------------- | -------------------------- | -------------------------- | ------------------ | ------------------ | ----------------- | ----------------- | ---------------------------------- |
| 1996 | Ralph Nader (ur. 27 lutego 1934(dts))     | Connecticut            | brak | Anne Goeke                                | Pensylwania                | brak                       | 684 871            | 0,71               | 0/538             | 0                 | · Bill Clinton / · Al Gore ·       |
| 1996 | Ralph Nader (ur. 27 lutego 1934(dts))     | Connecticut            | brak | Madelyn Hoffman                           | New Jersey                 | brak                       | 684 871            | 0,71               | 0/538             | 0                 | · Bill Clinton / · Al Gore ·       |
| 1996 | Ralph Nader (ur. 27 lutego 1934(dts))     | Connecticut            | brak | Winona LaDuke (ur. 18 sierpnia 1959(dts)) | Minnesota                  | brak                       | 684 871            | 0,71               | 0/538             | 0                 | · Bill Clinton / · Al Gore ·       |
| 1996 | Ralph Nader (ur. 27 lutego 1934(dts))     | Connecticut            | brak | Muriel Tillinghast                        | Nowy Jork                  | brak                       | 684 871            | 0,71               | 0/538             | 0                 | · Bill Clinton / · Al Gore ·       |
| 2000 | Ralph Nader (ur. 27 lutego 1934(dts))     | Connecticut            | brak | Winona LaDuke (ur. 18 sierpnia 1959(dts)) | Minnesota                  | brak                       | 2 882 955          | 2,74               | 0/538             | 0                 | · George W. Bush / · Dick Cheney · |
| 2004 | David Cobb (ur. 24 grudnia 1962(dts))     | Teksas                 | brak | Pat LaMarche (ur. 26 listopada 1960(dts)) | Maine                      | brak                       | 119 859            | 0,10               | 0/538             | 0                 | · George W. Bush / · Dick Cheney · |
| 2008 | Cynthia McKinney (ur. 17 marca 1955(dts)) | Georgia                | Członek Izby Reprezentantów (1993–1997, 2005–2007) Prokurator federalny północnego dystryktu Georgii (1986–1990) | Rosa Clemente (ur. 1972(dts) tr)          | Maryland                   | brak                       | 161 797            | 0,12               | 0/538             | 0                 | · Barack Obama / · Joe Biden       |
| 2012 | Jill Stein (ur. 14 maja 1950(dts))        | Massachusetts          | brak | Cheri Honkala (ur. 1963(dts) tr)          | Pensylwania                | brak                       | 469 627            | 0,36               | 0/538             | 0                 | · Barack Obama / · Joe Biden ·     |
| 2016 | Jill Stein (ur. 14 maja 1950(dts))        | Massachusetts          | brak | Ajamu Baraka (ur. 1953(dts) tr)           | Georgia                    | brak                       | 1 457 218          | 1,07               | 0/538             | 0                 | · Donald Trump / · Mike Pence ·    |
| 2020 | Howie Hawkins (ur. 8 grudnia 1952(dts))   | Nowy Jork              | brak | Angela Walker (ur. 19 stycznia 1974(dts)) | Karolina Południowa        | brak                       | 407 068            | 0,26               | 0/538             | 0                 | · Joe Biden / · Kamala Harris ·    |
| 2024 | Jill Stein (ur. 14 maja 1950(dts))        | Massachusetts          | brak | Butch Ware (ur. 1974)                     | Kalifornia                 | brak                       | 862 049            | 0,56               | 0/538             | 0                 | · Donald Trump / · J.D. Vance      |